# Солідарність (тижневик)
Солідарність (тижневик) — політичний та соціально-економічний тижневик Польщі, один із перших незалежних журналів, що виходили за часів Польської Народної Республіки.
Перший випуск з'явився 3 квітня 1981 року тиражем 500 тисяч екземплярів. Нині публікується Незалежним Самоврядним Профспілковим Союзом «Солідарність». Домінує профспілкова тематика.

## Історія
У початковий період діяльності з'явилося 37 номерів «Тижневика» та додаток до неопублікованого Різдвяного номера 38–39. На піку своєї популярності продався тиражем 500 тисяч копій, на більший тираж не погоджувалась тогочасна комуністична влада. 
У період з 13 грудня 1981 року до 1 червня 1989 року видання журналу було призупинено владою Польської Народної Республіки. Тижневик був відроджений 2 червня 1989 року за редакцією Тадеуша Мазовецького тиражем в 100 тисяч примірників. Випуск тисячного номера тижневика «Солідарність» був опублікований 23 листопада 2007 року.

## Діяльність
На сторінках періодичного видання в минулому серед інших публікувались: Ален Безансон, Володимир Буковський, Богдан Чайковський, Збіґнєв Герберт, Анджей Тадеуш Кийовський (також як KAT), Вальдемар Лисяк, Єжи Роберт Новак, під псевдонімом Марон, Бернард Маргеріт, Здіслав Найдер, Кшиштоф Песевіч, Ян П'єтшак, Анджей Урбанський, Марцін Вольський, Марек Новоковський, Казимир Орлос, Агнешка Кобилинська, Ядвіга Станішкіс.
Щороку тижневик присуджує звання «Людина року».

### Керівництво
Головними редакторами тижневика були: Тадеуш Мазовецький, Ярослав Качинський, Анджей Гельберг та Єжи Клосінський. З серпня 2015 року обов'язки головного редактора виконував Кшиштоф Свйонтек, який в лютому 2016 року був призначений на цю функцію Національною комісією Незалежної профспілки «Солідарність».